# Norton Mandeville
Norton Mandeville is een gehucht met verspreiden bewoning en een voormalig civil parish in de civil parish High Ongar, in het bestuurlijke gebied Epping Forest, in het Engelse graafschap Essex. 
De kerk van All Saints in Norton Mandeville is een monument dat onder de English Heritage valt. Hij dateert uit de 12e eeuw met uitbreidingen van latere eeuwen.